# 南希·度普雷
南希·哈奇·度普雷（Nancy Hatch Dupree，1927年10月3日—2017年9月10日）是美國知名的阿富汗歷史、藝術和考古專家。

## 生平
南希·度普雷於1962年作為一名外交官的妻子來到阿富汗，而後花费畢生精力来收集和保存這個遭戰爭蹂躪國家的文化遺產。南希·度普雷曾數次接受美國之音採訪，南希·度普雷曾表示她為了追求知名考古工作者、阿富汗文化與歷史學者路易斯·度普雷，選擇離開了她的外交官丈夫。1978年，前蘇聯支持的阿富汗政府懷疑路易斯·度普雷是美國間諜，將這對夫婦驅逐出境，於是二人來到鄰國巴基斯坦避難。1989年，南希·度普雷的丈夫去世。即使在20世纪90年代阿富汗內戰不断以及隨後塔利班政府統治期間，南希·度普雷仍定期訪問喀布爾，帶回有關書籍、地圖、照片以及稀有的阿富汗民間音樂資料。有關資料還包括政府和非政府文件，以及來自阿富汗交戰派系和塔利班政權的勘測、報告以及報紙等。2013年，南希·度普雷創建喀布爾大學阿富汗中心（ACKU），這是該國致力研究阿富汗歷史、文化和社會的第一個這類設施。直到逝世前不久，南希·度普雷一直擔任該中心的主任。2017年9月10日，南希·度普雷在喀布爾的一家醫院去世，終年90歲。